# 國家片場
國家片場(九龍城,香港)為鄺贊在香港獨資創立的「國家電影製片廠」（英語: Kwokar Film Studio），該電影製片廠備有2個獨立製片廠，營運時間從1939年至1968年，由鄺氏父子三人（鄺贊、鄺寧、鄺光） 先後經營了三十餘年。

## 歷史

### 創辦人
1937 年，日侵華加劇，創辦人鄺贊連同家人，及隨身攜帶所研製成功的有聲電影錄音機「鄺贊通」Kwong Tzan Tone 離開上海到香港，於1939 年創立「國家電影製片廠」Kwokar Film Studio （國家片場）。

### 創立電影製片廠
國家電影製片廠的創業作是1939 年在香港上映的有聲、黑白、古裝片《夜送寒衣》（04/17/1939首映）。
於1939年拍攝一部古裝民間故事改編的《夜送寒衣》，由胡鵬先生執導，鄺贊監製，此乃國家片場的創業作，當年廠址是銅鑼灣利園山 （前稱東角山）山頂的利園遊樂場 （前英商怡和洋行的大班屋）。

### 創辦電影公司
自啟業以來，鄺贊曾先後自資成立「勝利影業公司」、「娛樂影業公司」及「成功電影公司」。
這些電影公司及國家電影製片廠均用作出品或發行鄺贊自資的電影，包括《夜送寒衣》（香港，1939年） 、《冤枉相思》（香港，1947年）、《款擺紅綾帶》（香港，1948年） 、《淘金記》（香港，1953年3D電影）及《木蘭從軍》（香港，1957年）。

## 電影拍攝花絮
1939年，鄺贊由上海邀請友人胡鵬先生執導，鄺贊監製這部有聲電影《夜送寒衣》是採用鄺贊所硏發的電影錄音機「鄺贊通」攝製而成，同時這影片也是香港導演胡鵬的出道電影。
除了國語片和粵語片外，廈語片和潮語片也曾於國家片場的攝影場制作。
1940年6月15日，負責《前程萬里》編導的蔡楚生進住在攝影場（國家片場）的小屋，開始拍片至完成工作。
該影片並於同年12月25日在中央大戲院試映，1941年1月1日公映。
鄺贊當年是用「鄺贊通」為此片收音及提供攝影場。
1948年5月16日公映《款擺紅綾帶》此乃鄺贊所創辦「娛樂影業公司」的出品創業作，取材自靈簫生的同名小說。老張《欵擺紅綾帶先睹記》：「……大膽地運用推、拉、俯、仰、迴轉的鏡頭， 及靈巧地運用「蒙太奇」手法來造成需要的情緒， 節奏和氣氛…… 難能可貴.」 
1950年，鄺贊的「自由片場」曾參予華南電影工作者聯合會購建會址樓房的籌款，與大觀、四達、友僑、南洋等片廠聯合攝製《人海萬花筒》（上映日期：香港：1950-08-23）。它是一部由10個短片組成的雜錦式影片，故事有古裝有時裝，有悲有喜。
鄺贊自行鑽研及試製立體/3D電影技術，於1953 年共拍攝了二套粵語立體/3D電影包括《戰古城》和《淘金記》。
《戰古城》：觀眾須戴上紅綠眼鏡觀看，是香港製造的第一套立體電影，1953年5月22日在香港公映。
《淘金記》：觀眾須戴上偏光3D眼鏡觀看，租用偏光3D眼鏡需費HK$0.20， 買下來是HK$0.80，這影片的立體拍攝技術可媲美當時高清水準的美國立體影片，此3D電影於1953年6月19日在香港公映（ 香港影片大全第四卷（1953-1959）: 編者的話）。
1957年，鄺贊又自行鑽製變形透鏡技術拍攝闊銀幕電影《木蘭從軍》（1957年5月25日在香港公映），這套影片以「偉大綜合體」濶銀幕電影技術命名。

## 獨立影業公司租用記事錄
1947年11月19日公映《卿本佳人》，楊香自組的香城影業公司首部製作。

於四十年代未，鄺贊新建成的新片廠稱為國家片場，將原先在1939年聯合道6259號地段建成的國家片場改稱為「自由製片廠」（自由片場），並曾專租給南國公司作為片埸，所以娛樂圈人又稱此片埸為「南國片場」，及後也租作「萬里片場」。

1951年2月23日公映《花姑娘》，費穆創辦龍馬影片公司的創業作 （戰後，鄺贊的另一片廠「自由製片廠」專租給國內南下的電影人拍片的）。

1961年9月20日公映《三合明珠寶劍》，改編自舞台劇，冠生影業金公司創業作，國家片場製作。

1961-67年，仙鶴港聯影業公司租用「國家片場」九龍城廠址。仙鶴港聯公司的創業作是《仙鶴神針》 "Secret Book" 公映日期: 09.08.1961。

## 國家電影製片廠地址

### 港島廠址
1939 年，鄺贊首先在香港銅鑼灣利園山的山頂利園遊樂場創辦「國家電影製片廠」（國家片場）。當年介紹租用利園遊樂場作為製片廠是利舞台總經理袁耀鴻（人稱「袁伯」，當時他是利希慎公司屬下娛樂公司董事），但營業不到一年已遷離該址，並選址在九龍城的白鶴山候王廟側。
國家電影製片廠的創業作是1939 年在香港上映的有聲、黑白、古裝片《夜送寒衣》，由新馬師曾及白燕主演 。

### 九龍城廠址
在1939年期間，國家電影製片廠（即「國家片場」）由銅鑼灣利園山遷移去九龍白鶴山山腳九龍城侯王廟傍側的農地重建，正是聯合道6259號地段，繼續經營他們有聲電影攝製平台，亦是設在九龍城的首家電影製片廠。

香港日佔時期，電影製片廠要停頓經營，因其攝影廠的上蓋及片埸圍棚的物料全被日本士兵拆走自用，並儲存在鄰近的九龍城民生書院的沙地大操場，當時是日本士兵物資大本營,其後並沒有發還物料。
戰後1945年期間，鄺贊重建原本廠址的攝製廠後，並在1946年並接獲一套由何非光編導的影片《蘆花翻白燕子飛》（香港，1946年）。
在原先「國家片場」旁的農地，鄺贊又多建一間較大面積的攝影廠，正是聯合道6263號地段，及後，亦屬「國家片場」的部份，繼續經營他的電影製片廠。有段時期，原先聯合道6259號地段的廠房，稱為「自由片場」（Ziyou Studio）。

自始，鄺贊這二間電影製片廠房，除了用作自資拍片外，承辦代客 （獨立影業公司）攝製電影，更有租給獨立影業公司創業。

### 國家片場(香港)遺址
現今九龍城賈炳達道公園的西北位置，是鄺贊創辦的「國家片場」及「自由片場」遺址，而公園內的一棵大榕樹正好是這二間片場的座標。這棵大榕樹更是《城市論壇》的背景。

## 外部連結
香港電影歷史: 國家片場-鄺贊（页面存档备份，存于）
重塑鄺贊創辦的國家片場九龍城遺址  Kwong Tsan's Kwokar Film Studio in 1950s（页面存档备份，存于）